# Nora De Rudder
Nora De Rudder (Gent) is een Belgische interieurarchitect en lichtontwerper. Ze ontwerpt interieurs, meubels en verlichting. De Rudder legt zich voornamelijk toe op lusters en lampen uit verschillende materialen.

## Biografie
Nora De Rudder groeide op in de polders, midden in het artistieke milieu van de jaren 1960. Haar vader was architect en had een gerenommeerde galerij. Zowel daar als in zijn designwinkel kreeg ze heel wat impulsen die haar ontwerpen hebben beïnvloed.

## Studie en loopbaan
De Rudder studeerde in 1982 af als interieurarchitecte aan de Koninklijke Academie voor Schone Kunsten in Gent. In datzelfde jaar reisde en werkte ze in Italië waar ze in Sardinië stage liep bij architect Romano Antico uit Cagliari. Toch besefte ze al na haar eerste professionele opdracht, de verbouwing van de loft van Hugo Claus in Gent, dat ze een andere weg wou inslaan. Ze wou dingen maken die ze zelf van het begin tot het einde kon afwerken. De ontwerpster werkt ook vaak in opdracht.

## Stijl
In haar creaties probeert De Rudder de organische schoonheid van de natuur – haar belangrijkste inspiratiebron – tot uitdrukking te brengen. Zo werkt ze vaak met organisch materiaal en keren pluimen en veren regelmatig terug in haar werk.
Ik hou van vleugels omdat ze voor mij een drang naar vrijheid symboliseren. Tegelijk geven veren poëzie aan het licht. Iemand suggereerde ook dat de zachte vleugels een vrouwelijke symboliek inhouden.— Nora De Rudder
Soms verwerkt ze ook andere elementen in haar ontwerpen zoals glasscherven, parels en mosselschelpen. Naast de natuur als vertrekpunt wordt ze ook geïnspireerd door jeugdsentiment en romantiek. Nora maakt zelf allerlei objecten voor in het interieur. Ze was altijd al geïnspireerd door licht en in haar oeuvre neemt verlichting dan ook een belangrijke plek in. Bij de keuze van de materialen en technieken is de vormentaal en het doel van het werk bepalend. Deze stijlkenmerken hebben tot een heterogene collectie geleid.

## Werk
Naar aanleiding van haar deelname aan de tentoonstelling “Fantasy Design: kinderen en jongeren als ontwerpers” in het Design Museum Gent in 2005 werden twee modellen uit 2010 van haar ontwerp en de tevens door haar uitgevoerde ‘vleugellamp’ – tafellampen van koper en veren – opgenomen in de collectie van het museum. Haar vleugellampen werden ook opgenomen in een vijf sterren hotel in Parijs nabij de Champs-Élysées ontworpen door Maison Martin Margiela.
Reeks Moniek
NDK Interview Nora
In 2006 werd ze door Philippe Starck geselecteerd om zes mosselluchters en drie vleugelluchters te produceren. Deze waren bedoeld voor de Lan Club in Peking, een grote zakenclub met restaurant en hotel waarvan het volledige interieur ontworpen is door Starck.

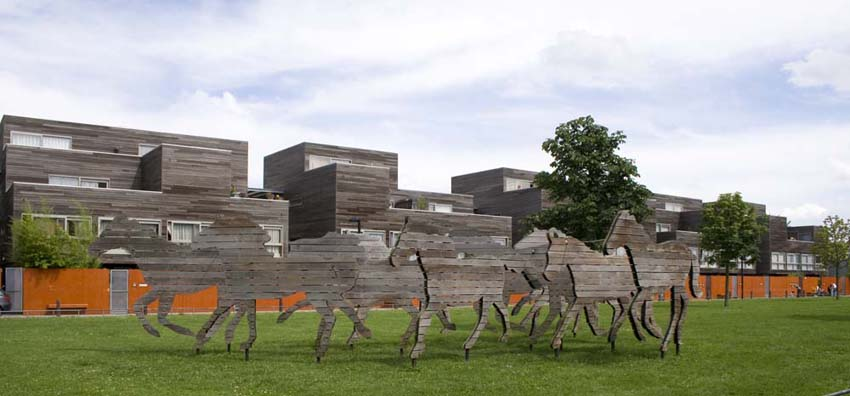
Wilde paarden (Gent)
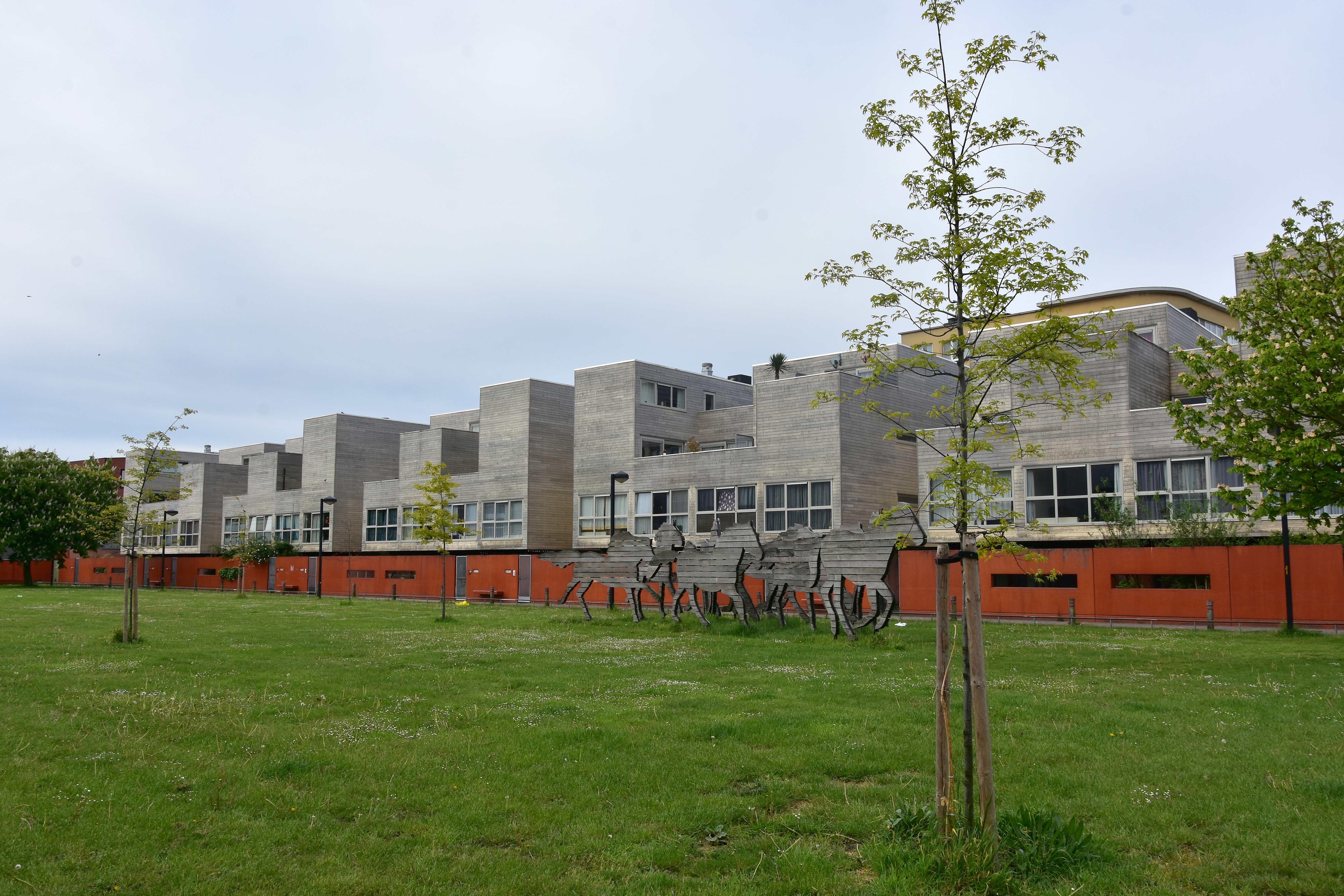
Alphonse de Hollainhof
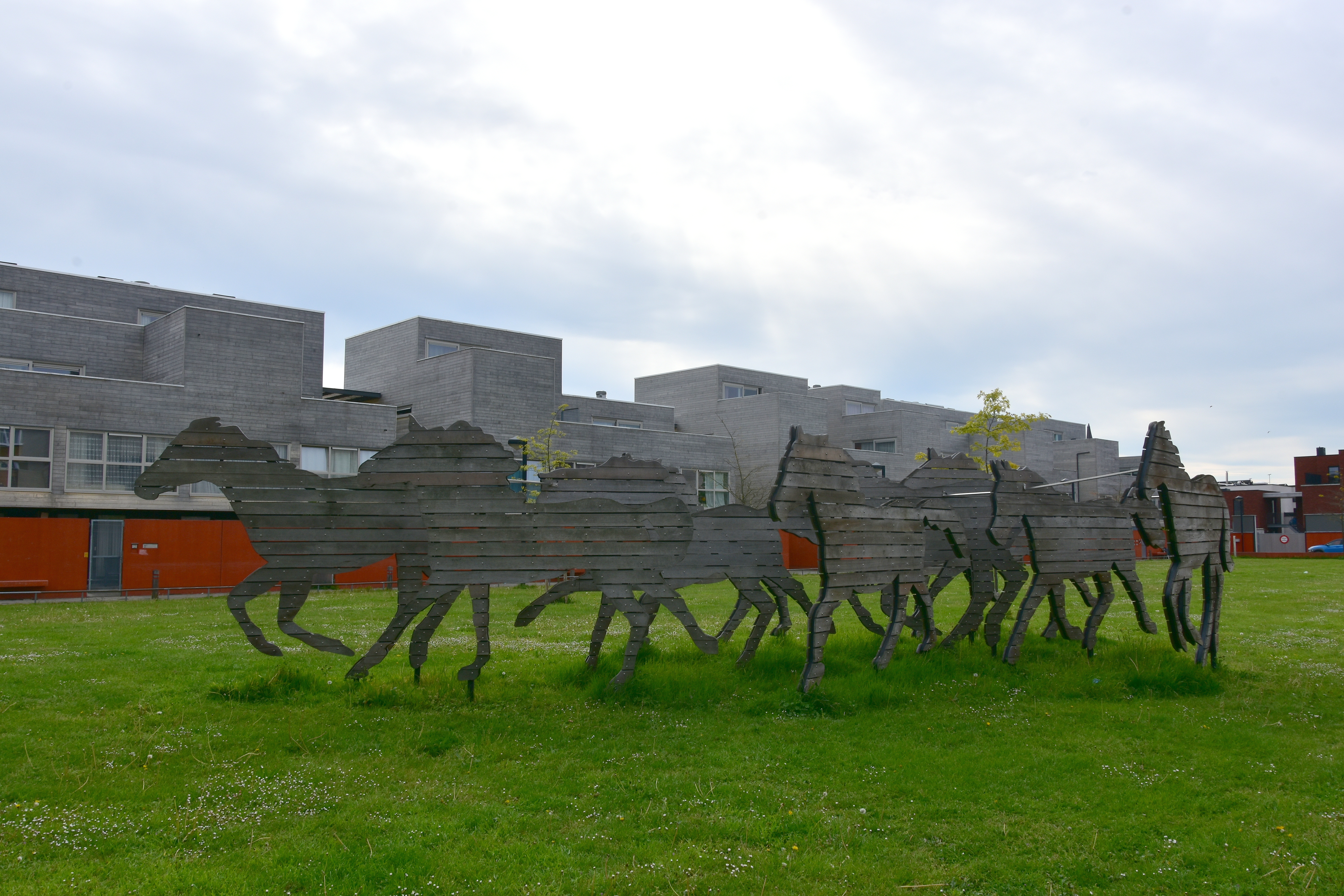
Wilde paarden (Gent)
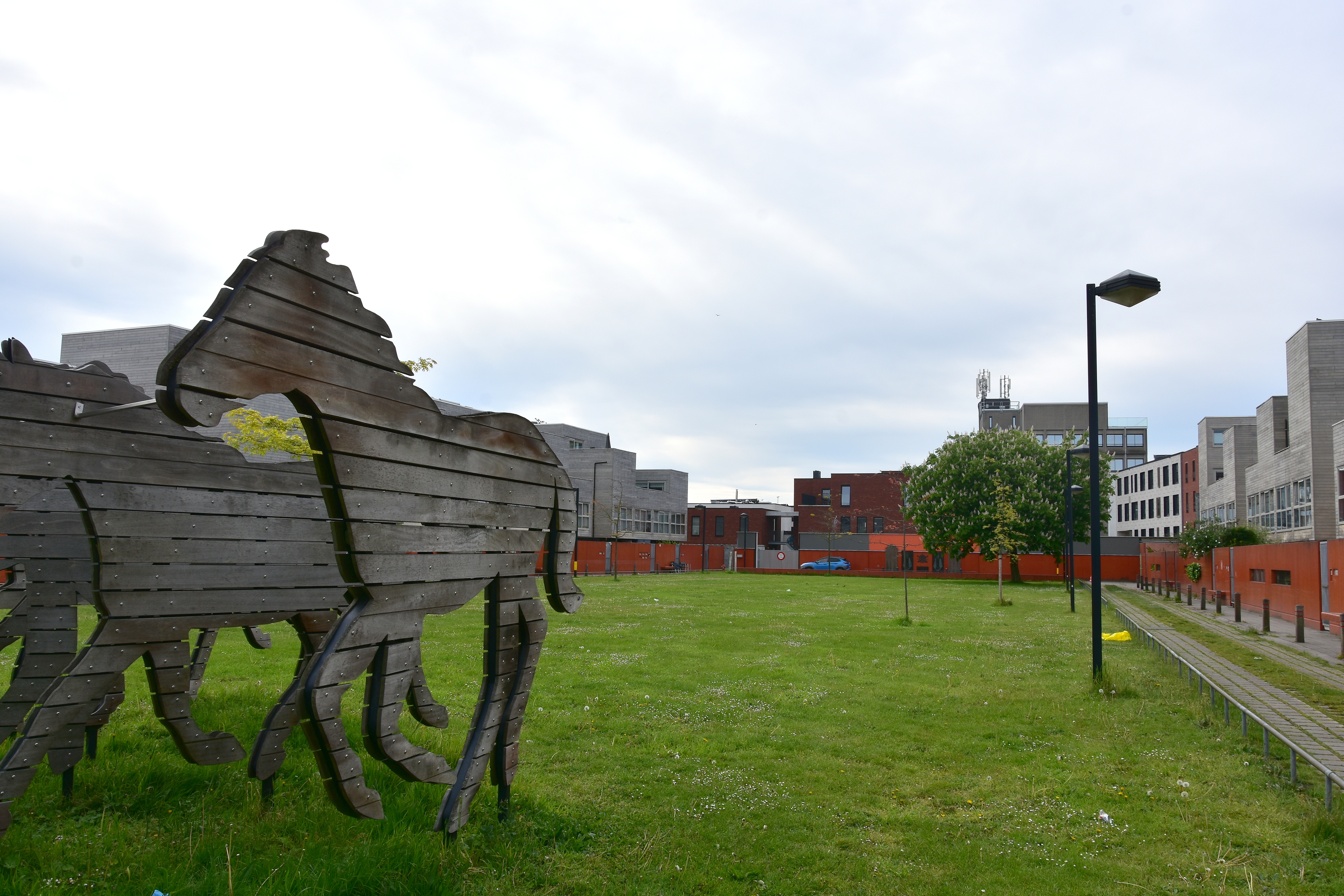
Alphonse de Hollainhof

## Werken en tentoonstellingen (selectie)
- 1995: Triënnale voor Vormgeving in Vlaanderen (Design Museum Gent)
- 2005: Fantasy Design (Design Museum Gent)

- 2006: modetentoonstelling Getrouwd (Cultuurcentrum Knokke-Heist)[6]

- 2010: vleugellampen (collectie Design Museum Gent)[4][7]

- 2015: solotentoonstelling There's a new light in town (Galerie Pont en Plas, Gent)[6]